# Commonwealth Games 2002/Hockey
2002 fand das zweite Hockeyturnier im Rahmen der Commonwealth Games statt. Das Damenturnier fand vom 26. Juli bis zum 3. August, das Herrenturnier vom 27. bis zum 4. August im Belle Vue Complex in Manchester statt.

## Herren

### Teilnehmer

#### Gruppe A
- Australien
- Barbados
- Neuseeland
- Südafrika

#### Gruppe B
- Kanada
- England
- Pakistan
- Wales

### Vorrunde

#### Gruppe A
| Platz | Team       | Punkte | Sp. | S | U | N | Tore | GTore | Diff |
| ----- | ---------- | ------ | --- | - | - | - | ---- | ----- | ---- |
| 1.    | Australien | 9      | 3   | 3 | 0 | 0 | 30   | 3     | +27  |
| 2.    | Neuseeland | 6      | 3   | 2 | 0 | 1 | 19   | 8     | +9   |
| 3.    | Südafrika  | 3      | 3   | 1 | 0 | 2 | 13   | 10    | +3   |
| 4.    | Barbados   | 0      | 3   | 0 | 0 | 3 | 2    | 43    | −41  |

27.7., 09:00 Uhr

 Australien 6:1  Neuseeland

28.7., 11:00 Uhr

 Südafrika 10:1  Barbados

28.7., 13:00 Uhr

 Australien 4:1  Südafrika

28.7., 15:00 Uhr

 Neuseeland 13:0  Barbados

30.7., 16:00 Uhr

 Australien 20:1  Barbados

30.7., 18:00 Uhr

 Neuseeland 5:2  Südafrika

#### Gruppe B
| Platz | Team     | Punkte | Sp. | S | U | N | Tore | GTore | Diff |
| ----- | -------- | ------ | --- | - | - | - | ---- | ----- | ---- |
| 1.    | Pakistan | 9      | 3   | 3 | 0 | 0 | 8    | 0     | +8   |
| 2.    | England  | 6      | 3   | 2 | 0 | 1 | 7    | 4     | +3   |
| 3.    | Kanada   | 1      | 3   | 0 | 1 | 2 | 2    | 5     | −3   |
| 4.    | Wales    | 1      | 3   | 0 | 1 | 2 | 1    | 9     | −8   |

27.7., 13:00

 Kanada 1:1  Wales

27.7., 15:30

 England 0:3  Pakistan

28.7., 17:30

 Kanada 1:2  England

28.7., 19:30

 Wales 0:3  Pakistan

30.7., 11:00 Uhr

 Kanada 0:2  Pakistan

30.7., 13:00 Uhr

 Wales 0:5  England

### Viertelfinale
31.7., 16:00
 England 0:1  Südafrika

31.7., 18:30 Uhr

 Neuseeland 3:2  Kanada

### Spiel um Platz 7
2.8., 10:00 Uhr

 Barbados 0:7  Wales

### Spiel um Platz 5
2.8., 12:30 Uhr

 Kanada 3:6  England

### Halbfinale
2.8., 16:00 Uhr

 Neuseeland 7:1  Pakistan

2.8., 18:30 Uhr

 Südafrika 1:3  Australien

### Spiel um Platz 3
4.8., 13:00 Uhr

 Pakistan 10:2  Südafrika

### Finale
4.8., 15:30 Uhr

 Neuseeland 2:5  Australien

### Endergebnis
| Platz | Team       |
| ----- | ---------- |
| 1.    | Australien |
| 2.    | Neuseeland |
| 3.    | Pakistan   |
| 4.    | Südafrika  |
| 5.    | England    |
| 6.    | Kanada     |
| 7.    | Wales      |
| 8.    | Barbados   |

## Damen

### Teilnehmer
Gruppe A
- Australien
- Schottland
- Südafrika
- Malaysia

Gruppe B
- Kanada
- England
- Indien
- Neuseeland

### Vorrunde

#### Gruppe A
| Platz | Team       | Punkte | Sp. | S | U | N | Tore | Gtore | Diff |
| ----- | ---------- | ------ | --- | - | - | - | ---- | ----- | ---- |
| 1.    | Australien | 9      | 3   | 3 | 0 | 0 | 25   | 1     | +24  |
| 2.    | Südafrika  | 6      | 3   | 2 | 0 | 1 | 16   | 5     | +11  |
| 3.    | Schottland | 3      | 3   | 1 | 0 | 2 | 7    | 7     | 0    |
| 4.    | Malaysia   | 0      | 3   | 0 | 0 | 3 | 0    | 35    | −35  |

26.7., 11:00 Uhr

 Australien 3:0  Schottland

26.7., 13:00 Uhr

 Malaysia 0:11  Südafrika

27.7., 17:30 Uhr

 Australien 4:1  Südafrika

27.7., 19:30 Uhr

 Malaysia 0:6  Schottland

29.7., 11:00 Uhr

 Australien 18:0 Malaysia

29.7., 13:00 Uhr

 Schottland 1:4  Südafrika

#### Gruppe B
| Platz | Team       | Punkte | Sp | S | U | N | Tore | Gtore | Diff |
| ----- | ---------- | ------ | -- | - | - | - | ---- | ----- | ---- |
| 1.    | Neuseeland | 7      | 3  | 2 | 1 | 0 | 8    | 4     | +4   |
| 2.    | England    | 5      | 3  | 1 | 2 | 0 | 9    | 4     | +5   |
| 3.    | Indien     | 4      | 3  | 1 | 1 | 1 | 3    | 4     | −1   |
| 4.    | Kanada     | 0      | 3  | 0 | 0 | 3 | 2    | 10    | −8   |

26.7., 16:00 Uhr

 Neuseeland 2:2  England
26.7., 18:00 Uhr

 Indien 1:0  Kanada
28.7., 9:00 Uhr

 Neuseeland 3:1  Indien
28.7., 11:00 Uhr

 England 6:1  Kanada
29.7., 16:00 Uhr

 England 1:1  Indien
29.7., 18:00 Uhr

 Neuseeland 3:1  Kanada

### Viertelfinale
31.7., 10:00 Uhr

 Südafrika 3:4 n. V.  Indien

31.7., 12:30 Uhr

 England 6:1  Schottland

### Spiel um Platz 7
1.8., 10:00 Uhr

 Malaysia 0:5  Kanada

### Spiel um Platz 5
1.8., 12:30 Uhr

 Südafrika 4:3 n. V.  Schottland

### Halbfinale
1.8., 16:00 Uhr

 Indien 2:1  Neuseeland

1.8., 18:30 Uhr

 England 2:1  Australien

### Spiel um Platz 3
3.8., 13:00 Uhr

 Neuseeland 3:4  Australien

### Finale
3.8., 15:30 Uhr

 Indien 3:2 n. V.  England

### Endergebnis
| Platz | Team       |
| ----- | ---------- |
| 1.    | Indien     |
| 2.    | England    |
| 3.    | Australien |
| 4.    | Neuseeland |
| 5.    | Südafrika  |
| 6.    | Schottland |
| 7.    | Kanada     |
| 8.    | Malaysia   |